# Comité régional de l'emploi, de la formation et de l'orientation professionnelles
Le comité régional de l'emploi, de la formation et de l'orientation professionnelles est, en France, une institution consultative contribuant localement au service public de l'emploi et aux questions liées à l'orientation professionnelle ainsi qu'à la formation professionnelle initiale et continue.

## Le comité régional de l’emploi, de la formation et de l'orientation professionnelles en France

### Historique
Le conseil régional de l'emploi (CRE) a été institué par la loi du 13 février 2008 relative à la réforme de l'organisation du service public de l'emploi. Son organisation a été précisée par un décret du 29 septembre 2008. Il entre en fonction en novembre 2008. Il a été instauré dans les 21 régions métropolitaines, en Corse ainsi que dans les quatre régions d’outre-mer (Guadeloupe, Guyane, Martinique, île de La Réunion). Outre une mission de coordination générale, il devait également donner son avis sur les conventions annuelles fixant l'activité de Pôle emploi.
Il existait aussi, dans chacun de ces territoires, un Comité de coordination régionale de l’emploi et de la formation professionnelle (CCREFP). Deux rapports, confiés en 2011 à Yves Urieta (Conseil économique, social et environnemental) et en 2012 à Gérard Larcher (sénateur des Yvelines, Ump) évoquent l’avenir des conseils régionaux de l’emploi. En s’appuyant sur le premier rapport, Gérard Larcher, propose de « supprimer le CRE. Conférer ses attributions au CCREFP. Intégrer au CCREFP le directeur régional de Pôle emploi et le délégué régional de l’AGEFIPH. » Selon lui, « le Comité de coordination régionale de l’emploi et de la formation professionnelle s’est de fait imposé comme l’instance la plus opérationnelle de consultation et de coordination régionale. » 
La fusion de ces instances a été réalisée par l'article 24 de la loi no 2014-288 du 5 mars 2014 relative à la formation professionnelle, à l'emploi et à la démocratie sociale. 
Compte tenu de l’évolution statutaire de cette collectivité territoriale, Mayotte est également dotée d'un comité régional de l'emploi, de la formation et de l'orientation professionnelles. 
En 2023, la loi no 2023-1196 du 18 décembre 2023 pour le plein emploi recrée des « comités régionaux pour l'emploi » : dans chaque région, le comité régional de l'emploi, de la formation et de l'orientation professionnelles peut se transformer en comité régional pour l'emploi ou constituer un sous-comité au sein de celui-ci. 

### Mission
Le comité régional de l'emploi, de la formation et de l'orientation professionnelles est chargé de veiller à la coordination entre les acteurs de l'orientation professionnelle, de la formation professionnelle et du service public de l'emploi. Il organise la concertation pour l'élaboration d'une stratégie régionale en faveur de l'emploi et de la formation professionnelle en cohérence avec la stratégie nationale définie au sein du comité national pour l'emploi. Il suit les conventions entre l'État et la région dans le champ des missions du service public de l'emploi. 

### Organisation
Le comité régional de l’emploi, de la formation et de l'orientation professionnelles est co-présidé par le représentant de l'État (préfet de région ou l'équivalent dans les autres territoires) d'une part, et par le président de l'exécutif de la collectivité territoriale d'autre part. Il comprend au moins vingt-cinq membres, le chiffre pouvant varier dans les régions d’outre-mer en fonction du nombre d’organisations syndicales reconnues représentatives localement. Ils sont nommés pour trois ans. 
Il y a six représentants de l’État le recteur de région académique, le directeur régional de l'économie, de l'emploi, du travail et des solidarités (DREETS), le directeur régional de l'alimentation, de l'agriculture et de la forêt (DRAAF) et trois autres représentants choisis par le représentant de l'État dans le territoire. 
Il y a, parallèlement, six membres du conseil régional ou de l'assemblée de la collectivité. Les départements de la région sont également représentés avec un membre de leurs conseils départementaux. Toutefois, lorsque le comité n'est pas transformé en « comité régional pour l'emploi », le nombre de départements représentés est limité à six, et les représentants des conseils départementaux siègent à tour de rôle pour un an. 
Cinq représentants des syndicats de travailleurs sont désignés dans les comités régionaux de France métropolitaine par les organisations reconnues représentatives au niveau national à savoir la Confédération générale du travail (CGT), la Confédération française démocratique du travail (CFDT), la Confédération générale du travail-Force ouvrière (CGT-FO), Confédération française des travailleurs chrétiens (CFTC) et la Confédération française de l’encadrement (CFE-CGC). Outre-mer, les organisations reconnues localement représentatives désignent chacune un représentant.
Cinq organisations patronales reconnues représentatives au niveau national sont également représentées : le Mouvement des entreprises de France (MEDEF), la Confédération des petites et moyennes entreprises (CPME), l’Union des entreprises de proximité (U2P), l’Union nationale des professions libérales (UNAPL) et la Fédération nationale des syndicats d'exploitants agricoles (FNSEA). Dans les régions d’outre-mer, le nombre de représentants patronaux peut évoluer en fonction du nombre de représentants des organisations syndicales de travailleurs reconnues localement représentatives.
Plusieurs membres, avec voix consultatives, représentent les organismes concourant au service public de l’emploi, de l'orientation et de la formation professionnelles : le directeur régional de France Travail, le délégué régional de l’Association chargée de gérer le fonds pour l'insertion professionnelle des personnes handicapées (AGEFIPH), un représentant de la Communauté d'universités et établissements, le représentant régional des Cap emploi, un représentant de la commission paritaire interprofessionnelle régionale, un représentant des missions locales pour l’emploi des jeunes et un des maisons de l’emploi, le délégué en région de l'association pour l'emploi des cadres, le directeur du centre d'animation, de ressources et d'information sur la formation et observatoire régional de l'emploi et de la formation professionnelle ainsi que le directeur régional de l'Office national d'information sur les enseignements et les professions (ONISEP). Les représentants des chambres consulaires peuvent aussi y siéger. 

## Autres conseils pour l’emploi
Au niveau territorial, une autre instance a été créée en France en 2008 : le Conseil territorial de l'emploi, qui est installé dans trois collectivités disposant d’un statut spécifique : Saint-Barthélemy, Saint-Martin et Saint-Pierre-et-Miquelon.
Au niveau national, le Conseil national de l'emploi, de la formation et de l'orientation professionnelles a également été créé en 2014, remplaçant le conseil national de l'emploi instauré en 2008. Ce conseil a fusionné dans une instance plus large en 2018, mais un conseil national pour l'emploi a été recréé par la loi pour le plein emploi. 